# Stykkishólmsbær
Stykkishólmsbær o Stykkishólmur ([ˈstɪʰcɪsˌhoulmʏr]ⓘ) es una ciudad y municipio de Islandia. Se encuentra en la zona central de la región de Vesturland y en el condado de Snæfellsnes- og Hnappadalssýsla. 

## Población y territorio
Con un área de 10 kilómetros cuadrados, es en términos de extensión uno de los más pequeños de la región y de toda la isla. Su población es de 1.100 habitantes, según el censo de 2011, para una densidad de 110 habitantes por kilómetro cuadrado. Stykkishólmur se encuentra al norte de la zona central de la península de Snæfellsnes, al sur del fiordo Breiðafjörður.

## Historia
Stykkishólmur era un puerto importante de la Liga Hanseática en la Edad Media. Incluso hoy día Stykkishólmur, al igual que la ciudad de Hafnarfjörður en el sudoeste de Islandia, sigue siendo un miembro de la Nueva Hansa, una federación internacional de ciudades de los mares Báltico y del Norte. 
En 1935 fueron fundados el monasterio franciscano, el hospital, una imprenta y la parroquia católica de Stykkishólmur cuya iglesia está dedicada a Francisco de Asís.
Los derechos y privilegios de una ciudad (kaupstađurréttindi) fueron otorgados el 18 de mayo de 1987, y en 1989 Stykkishólmur tenía 1225 habitantes.

## Atracciones turísticas
En el centro de la ciudad se hallan varios edificios antiguos de madera del siglo XIX. La casa más antigua, construida en 1828, se llama Norska Húsið (Casa Noruega) ya que la madera fue importada de Noruega. En esa época era el único edificio con dos pisos y la casa más grande de todo el país. Hoy abriga un museo. Otra casa conocida es Frúarhúsið, la casa de un comerciante danés. El edificio de madera Egilsenshús que fue construido en 1867 es otra casa de un comerciante.
Stykkishólmskirkja es la iglesia más antigua de Stykkishólmur. Fue construida de madera en 1878 y su nave mide 10,9 metros de largua y 7,7 metros de anchur. Originalmente no había ninguna iglesia en la ciudad misma. La misa tenía lugar en la iglesia Helgafellskirkja sobre la colina Helgafell a tres quilómetros de la ciudad. Según varias leyendas viejas la primera iglesia sobre el Helgafell fue construida inmediatamente después de la introducción del cristianismo en Islandia en el año 1000. La iglesia de hoy fue construida de madera en 1903 e inaugurada el 1 de enero de 1904.
La nueva iglesia de Stykkishólmur, donde tienen lugar conciertos en verano, fue construida de hormigón en el centro de la ciudad e inaugurada el 6 de mayo de 1990. Cuentas con 300 asientos.
Hvítasunnukirkja es una pequeña iglesia construida a partir de 1947 e inaugurada en 1950.